# Мормерланд
Мормерланд (нем. Moormerland) — община в Германии, в земле Нижняя Саксония.
Входит в состав района Лер. Население составляет 22 382 человека (на 31 декабря 2010 года). Занимает площадь 122 км².
| Год  | Население |
| ---- | --------- |
| 1990 | 19 096    |
| 1995 | 20 385    |
| 2000 | 21 711    |
| 2005 | 22 398    |
| 2010 | 22 456    |